# Giovanni Vincenzo Gravina
Giovanni Vincenzo Gravina, född 20 januari 1664, död 6 januari 1718, var en italiensk filosof och rättslärd.

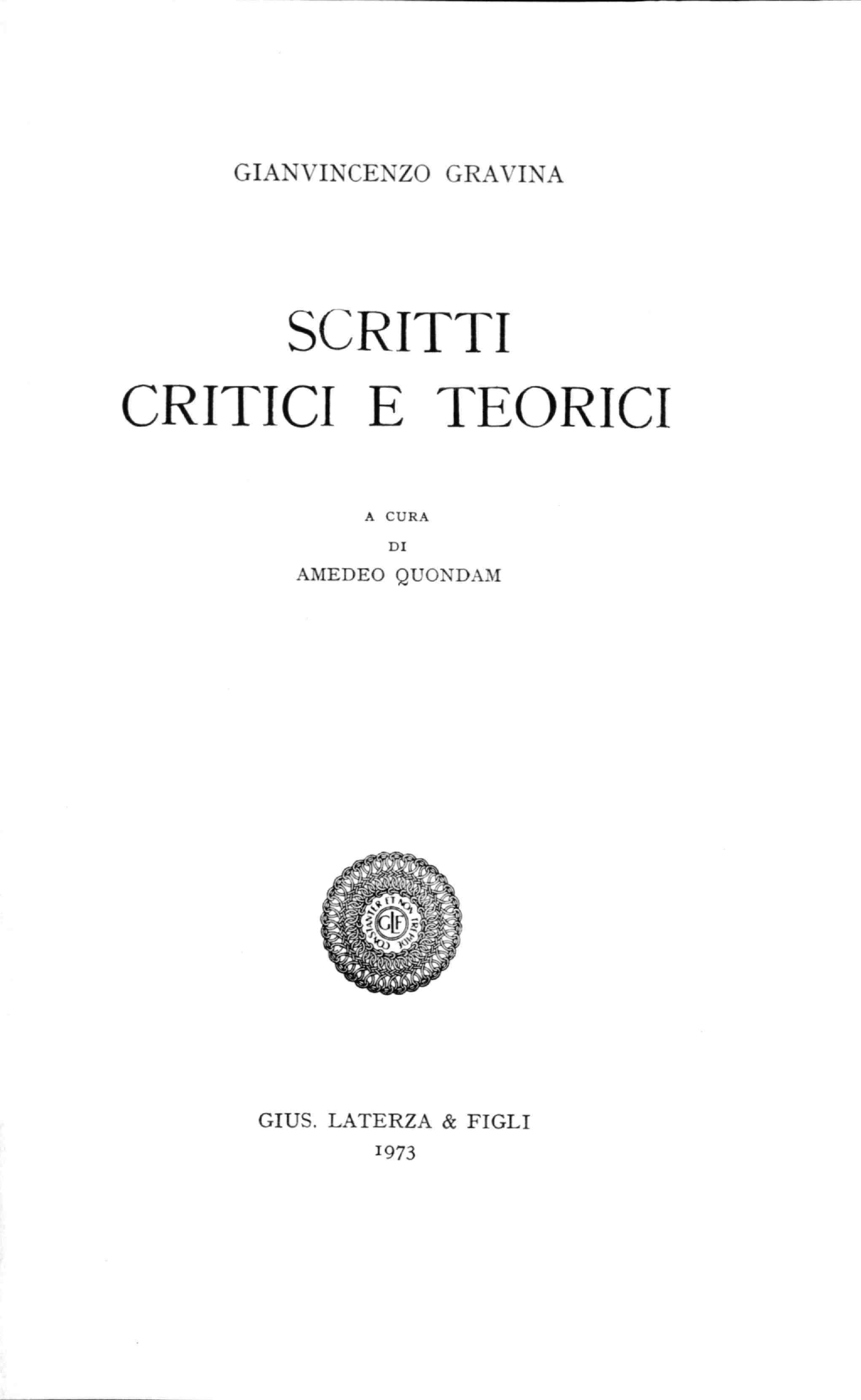
Scritti critici e teorici, 1973

Gravina, som var en av grundarna av Arkadiernas akademi, beskyddade och lät utbilda Pietro Metastasio. Han behandlade i filosofisk anda naturrättsliga och rättshistoriska problem i verk som Origines juris civilis och De Romano imperio. Gravina intresserade sig även för estetiska problem med verk som Della ragione poetica och Della tragedia. Gravinas Opere italiane e latine utgavs i fyra band 1756-1758 med biografi av A. Sergio.